# Aurelius Arcadius Charisius
Pour les articles homonymes, voir Charisius.
Aurelius Arcadius Charisius (né après Modestin, qui a vécu au IIIe siècle, mais avant Hermogénien, qui a vécu au IVe siècle) est un jurisconsulte romain dont les travaux ont été en partie repris dans les Digestes de l'empereur romain Justinien. Dans les Digestes, il mentionné par son titre de magister libellorium.

## Œuvres
- (la) Liber singularis de Testibus[4]
- (la) Liber singularis de Muneribus civilibus[4]
- (la) Liber singularis de Officio Praefecti praetorio[4]